# Sieg Howdy!
Sieg Howdy! è un album dei Melvins in collaborazione con Jello Biafra (ex Dead Kennedys), pubblicato nel 2005 dalla Alternative Tentacles. Questo è il secondo album in collaborazione con l'ex leader dei Dead Kennedys, e consiste in pezzi registrati durante la stessa sessione del precedente Never Breathe What You Can't See (2004) e non inseriti in quest'ultimo, più quattro remix di pezzi già presenti sull'album del 2004.

## Formazione
- J Lo - voce
- Kim Jong Buzzo - chitarra, cori
- Kevin Rutmaninoff - basso
- Dale E. Sitty - batteria, cori

## Altri musicisti
- Adam Jones - chitarra sulle tracce 3, 7, 8, 9 e 10
- Dave "The Incredible Hulk" Stone - basso sulla traccia 7, cori
- Mike Scaccia - chitarra sulla traccia 9
- Marshall Lawless - cori
- Ali G. North - cori
- Jesse Luscious - cori
- Lady Monster - cori
- Tom 5 - cori
- Adrienne Droogas - cori
- John the Baker - cori
- Loto Ball - cori
- Wendy-O-Matic - cori
- Johnny NoMoniker - cori

## Tracce
1. Halo Of Flies (Cooper/Smith/Dunaway/Bruce/Buxton) - 7:43
2. Lighter Side Of Global Terrorism (Extended Space-Melt Version) (parole: Biafra; musica: Osborne) - 7:55
3. Lessons In What Not To Become (parole/musica: Biafra) - 4:05
4. Those Dumb Punk Kids (Will Buy Anything) (parole: Biafra; musica: Osborne) - 3:14
5. Wholly Buy Bull (parole: Biafra; musica: Osborne) - 2:33
6. Voted Off The Island (parole/musica: Biafra) - 0:50
7. Kali-Fornia Über Alles 21st Century (live) (parole: Biafra/Greenway; musica: Biafra) - 3:18
8. Dawn Of The Locust (March Of The Locusts Deadverse Remix) (parole: Biafra; musica: Osborne) - 5:40
9. Enchanted Thoughtfist (Enchanted Al Remix) (parole: Biafra; musica: Osborne) - 5:08
10. Caped Crusader (Subway Gas/Hello Kitty Mix) (parole: Biafra; musica: Biafra/Osborne) - 7:33